# Tony the Tiger
O Tigre Tony (Tony the Tiger, no original) é um tigre fictício mascote da marca de cereais Sucrilhos Kellogg’s (Frosted Flakes, no original). Ele é bastante conhecido por aparecer estampados nas caixas de cereal dos Sucrilhos além de aparecer bastante nos comerciais como um personagem de animação.
Caracteriza-se como um tigre forte e saudável com uma bandana vermelha no pescoço que gosta de encorajar pessoas a praticarem esportes. Seu principal bordão é "They’re gr-r-reat!" (adaptado como "É demais!" na versão brasileira), originalmente criado pelo seu segundo dublador Thurl Ravenscroft que fez sua voz por mais de 50 anos.

## História
Em 1951, foi feito um concurso para definir quem seria o mascote da nova marca de cereal da Kellogg’s. Dentre os escolhidos estava um tigre chamado "Tony" (nomeado em homenagem ao publicitário Raymond Anthony Wells) criado por Eugene Kolkey, tendo seu design finalizado por Martin Provensen. O personagem competia com outros três chamados Katy (uma canguru), Elmo (um elefante) e Newt (um gnu). No ano seguinte Tony e Katy foram selecionados para estamparem a caixa de cereal sendo que apenas Tony conseguiu permanecer e ainda ganhando um filho chamado Tony Jr. O design final de Tony foi feito por ex-animadores da Disney que também foram responsáveis por redesenhar outros mascotes naquele período.
Na década de 1970 Tony começou a ganhar traços mais "humanos" e recebeu uma nacionalidade ítalo-americana além de ter sua família aumentada com sua mãe Mama Tony, sua esposa Mrs. Tony e uma filha chamada Antoinette com a chegada do ano do tigre no horóscopo chinês em 1974. Porém eles tiveram uma curta duração sendo que ele e seu filho foram os únicos a continuarem nas caixas até Tony ocupar o lugar de seu filho se tornando o mascote oficial da marca.
Logo em 1983 Tony passou a ser bastante admirado entre as crianças dos Estados Unidos. Ele ganhou novos traços com uma aparência mais forte e musculosa e também passou a se tornar mais esportista atraindo bastante o público juvenil quanto o infantil lhes incentivando a prática de esportes.
Atualmente Tony continua fazendo sucesso com suas animações comerciais que misturam live-action com animação (que são normalmente desenhadas rotoscopiadas sobre um ator real) e continua sendo o mesmo tigre esportista detalhado nas caixas de cereal.
No Brasil o personagem era originalmente dublado por Serginho Leite. Depois da morte do dublador em 2011, Tony acabou se ausentando de comerciais no Brasil até 2020, quando foi contratado a novo locutor do "Tony" no Brasil é Guilherme Benini Siqueira, conhecido artisticamente como "Guilherme Sapotone". Seu primeiro trabalho como "Tony" foi na campanha do novo "Sucrilhos Brigadeiro".

## Evolução do Design
Originalmente nos primeiros anos do cereal, Tony tinha a aparência mais típica de um tigre e às vezes era representado andando de quatro; ele usava um lenço em volta do pescoço e tinha uma cabeça em forma de um losango. Ao longo das décadas o personagem foi mudando gradativamente, passando a andar sobre duas patas, com a cabeça mais esticada e se assemelhando mais com um humano. Desde os anos 80 o personagem é caracterizado por ser musculoso.